# Denno
Denno (im Nones-Dialekt: Den; deutsch veraltet: Thenn) ist eine nordostitalienische Gemeinde (comune) mit 1249 Einwohnern (Stand 31. Dezember 2023) in der Provinz Trient in der Region Trentino-Südtirol.

## Geographie
Die Gemeinde liegt etwa 23 Kilometer von Trient nordnordwestlich im Nonstal und gehört zur Talgemeinschaft Comunità della Val di Non.

## Persönlichkeiten
- Simone Weber (1859–1945), Priester und Lokalhistoriker
- Johann Ossanna (1870–1952), Elektrotechniker
- Giancarlo Maria Bregantini (* 1948), Erzbischof von Campobasso-Boiano

## Verkehr
Am östlichen Rand der Gemeinde führt die Strada Statale 43 della Val di Non vom Ponte di Mostizzolo nach San Michele all’Adige.
Denno ist ein Haltepunkt der Nonstalbahn.

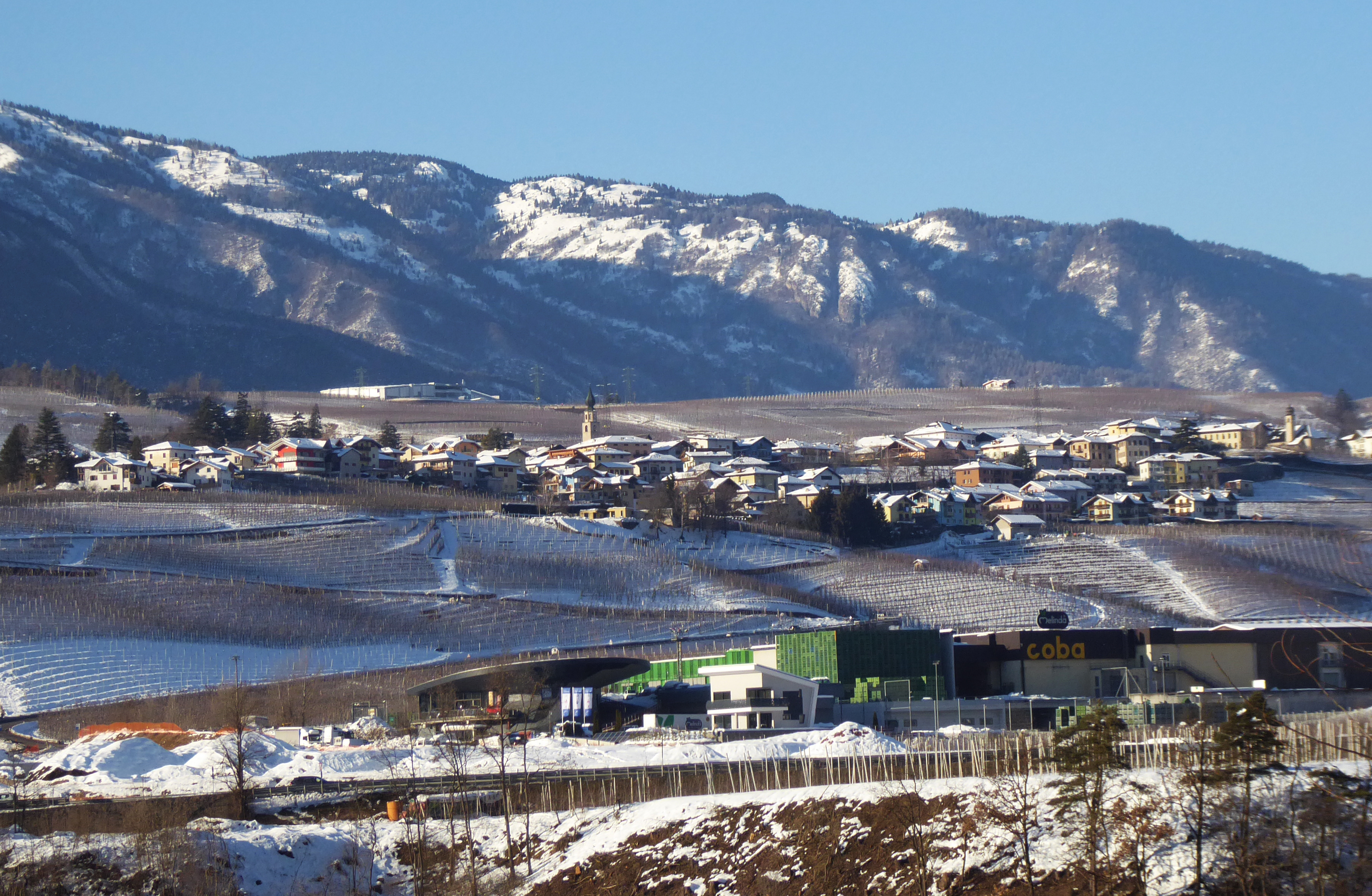
Denno
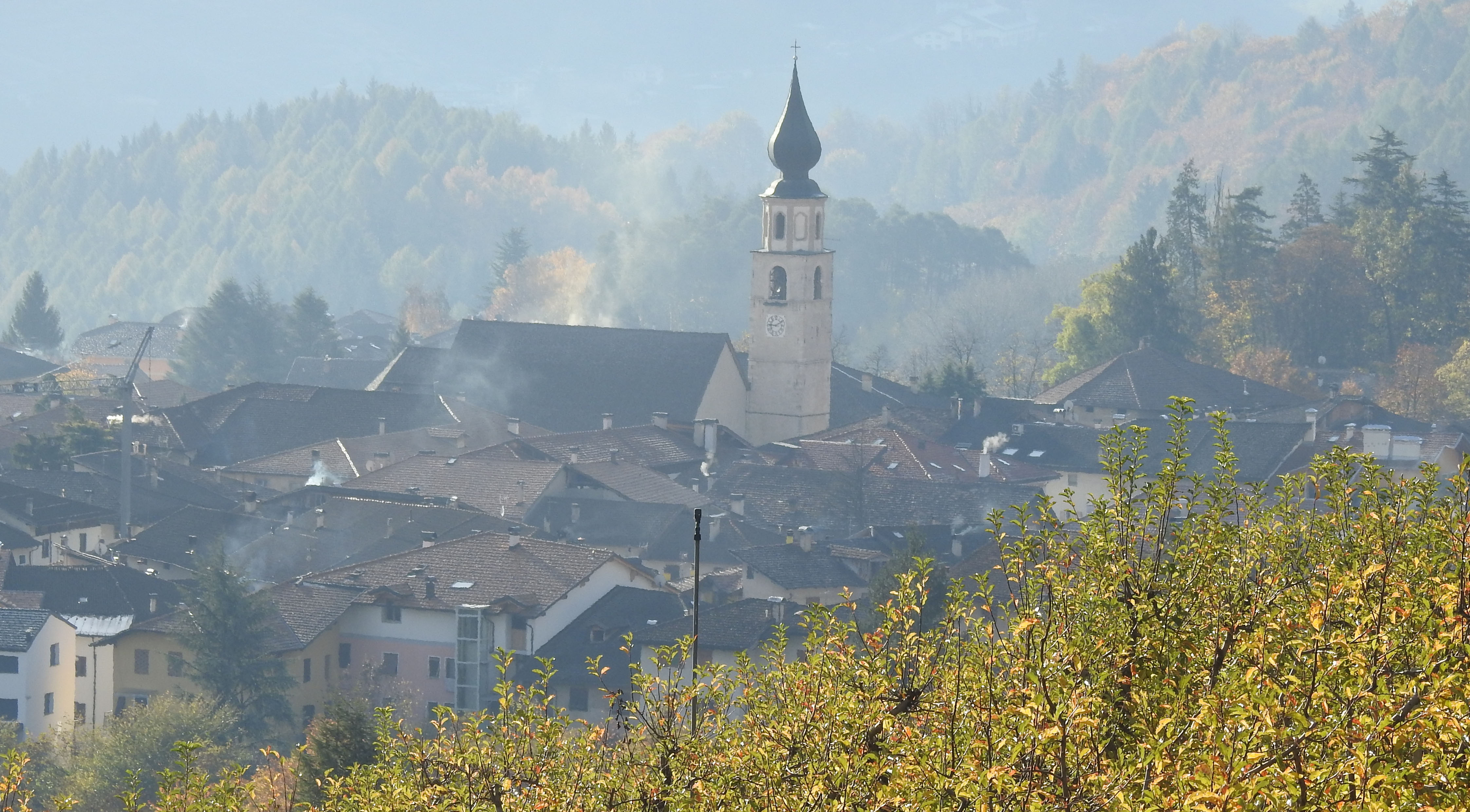
Pfarrkirche Santi Gervasio e Protasio